# 相生生音
相生 生音（あいおい いおん）は日本の小説家。

## 経歴
電撃文庫からライトノベルを刊行する傍ら、2010年（平成22年）には他作家との共同ペンネーム・越前魔太郎として『魔界探偵 冥王星O フィータスのF』を執筆している。

## 主な作品
- 泣空ヒツギの死者蘇生学（イラスト：笹倉綾人、『電撃文庫』、アスキー・メディアワークス）ISBN 978-4-04-867275-7
- 撃路崎真咲の密室プレイ （イラスト：松竜、『電撃文庫』、アスキー・メディアワークス）ISBN 978-4-04-868882-6
- 愛するムスメからの教育的指導（イラスト：hika、『電撃文庫』、アスキー・メディアワークス）ISBN 978-4-04-891603-5